# 前326年
| 千纪： | 前1千纪 |
| 世纪： | 前5世纪 \| 前4世纪 \| 前3世纪 |
| 年代： | 前350年代 \| 前340年代 \| 前330年代 \| 前320年代 \| 前310年代 \| 前300年代 \| 前290年代                                                                                  |
| 年份： | 前331年 \| 前330年 \| 前329年 \| 前328年 \| 前327年 \| 前326年 \| 前325年 \| 前324年 \| 前323年 \| 前322年 \| 前321年                                                    |
| 纪年： | 周顯王四十三年 魯景公十八年 齊威王三十一年 趙肅侯二十四年 魏惠王後九年 韓宣惠王七年 秦惠文君十二年 楚懷王三年 宋康王三年 衛嗣君九年 燕易王七年 越王無彊十七年 中山王二年 |

## 大事记
- 趙肅侯薨，子趙武靈王雍立。

- 初腊，秦惠文王会龙门。

- 韩宣惠王与邯郸围襄陵。
- 羅馬共和國取消了債務奴隸制。

## 出生
- 法尔纳瓦兹一世，格鲁吉亚历史上第一位君主

## 逝世
- 趙肅侯，中國戰國時期趙國的君主，原名趙語。趙武靈王之父

- 腓力，亞歷山大大帝麾下將領，印度總督。

- 卡里亞的阿妲，波斯阿契美尼德帝國治下的女王，卡里亞總督。